# Lorenzo Molajoli
Lorenzo Molajoli (Roma, 1868 - Milán, 4 de abril de 1939) fue un director de ópera italiano que estuvo activo grabando en los años veinte y treinta.
Los hechos que rodean la carrera del director Lorenzo Molajoli son oscuros. Nació en Roma en 1868 y estudió allí en la Academia de Santa Cecilia. Su carrera empezó en 1891 y parece que gran parte de su carrera antes de la Primera Guerra Mundial la pasó en Norteamérica y Sudamérica, Sudáfrica y varios teatros de ópera de provincias italianos. Se ha dicho que Molajoli dirigió en el Teatro de La Scala en los años de entreguerras pero no hay documentación publicada que sostenga esta afirmación. Lo que puede establecerse es que sirvió con considerable distinción como director de teatro en Milán para Columbia Records, grabando óperas enteras con un gran número de cantantes, además de hacer grabaciones de una serie de oberturas operísticas. Molajoli dirigió unas veinte óperas, completas o extractos para Columbia entre 1928 y 1932 incluyendo las primeras grabaciones integrales de La Gioconda de Ponchielli. Naxos ha lanzado un número de sus grabaciones completas de óperas, pero también se han publicado en otros sellos. Murió en Milán el 4 de abril de 1939.

## Discografía
- 1916 - Rigoletto (Verdi) - Cesare Formichi, Ines Maria Ferrari, Giuseppe Taccani: Coro y orquesta del Teatro de La Scala
- 1927 & 30 - Rigoletto (Verdi) - Riccardo Stracciari, Mercedes Capsir, Dino Borgioli: Coro y orquesta del Teatro de La Scala
- 1928 
  - La Bohème (Puccini) - Rosetta Pampanini, Luigi Marini, Gino Vanelli: Coro y orquesta del Teatro de La Scala
  - Aida (Verdi) - Giannina Arangi-Lomardi, Aroldo Lindi, Maria Capuana: Coro y orquesta del Teatro de La Scala
  - La Traviata (Verdi) - Mercedes Capsir, Lionello Cecil, Carlo Galeffi: Coro y orquesta del Teatro de La Scala
- 1929 
  - Lucía de Lammermoor (Donizetti) - Mercedes Capsir, Enzo de Muro Lomanto, Enrico Molinari: Coro y orquesta del Teatro de La Scala
  - Madama Butterfly (Puccini) - Rosetta Pampanini, Alessandro Granda, Gino Vanelli: Coro y orquesta del Teatro de La Scala
  - Tosca (Puccini) - Bianca Scacciati, Alessandro Granda, Enrico Molinari: Coro y orquesta del Teatro de La Scala
  - El barbero de Sevilla (Rossini) - Riccardo Stracciari, Mercedes Capsir, Dino Borgioli: Coro y orquesta del Teatro de La Scala
- 1930 
  - Le furie di Arlecchino (Lualdi) - Maria Zamboni, Enzo de Muro Lomanto: Coro y orquesta del Teatro de La Scala
  - Ernani (Verdi) - Antonio Melandri, Iva Pacetti, Gino Vanelli: Coro y orquesta del Teatro de La Scala
  - La favorita (Donizetti) - Carmelo Maugeli, Giuseppina Zinetti, Christy Solari: Coro y orquesta del Teatro de La Scala
  - Pagliacci (Leoncavallo) - Francesco Merli, Rosetta Pampanini, Carlo Galeffi: Coro y orquesta del Teatro de La Scala
  - Cavalleria rusticana (Mascagni) - Giannina Arangi-Lombardi, Antonio Melandri: Coro y orquesta del Teatro de La Scala
  - El trovador (Verdi) - Francesco Merli, Bianca Scacciati, Giuseppina Zinetti, Enrico Molinari: Coro y orquesta del Teatro de La Scala
- 1930 & 31
  - Don Pasquale (Donizetti) - Attilio Giuliani, Ines Alfani-Tellini, Cristy Solari: Coro y orquesta del Teatro de La Scala
  - El elixir de amor (Donizetti) - Ines Alfani-Tellini, Cristy Solari, Eduardo Faticani: Coro y orquesta del Teatro de La Scala
- 1931 
  - Andrea Chénier (Giordano) - Luigi Marini, Lina Bruna Rasa, Carlo Galeffi: Coro y orquesta del Teatro de La Scala
  - Mefistófeles (Boito) - Nazzareno de Angelis, Antonio Melandri, Mafalda Favero; Giannina Arangi-Lombardi; Coro y orquesta del Teatro de La Scala
  - Fedora (Giordano) - Gilda Dalla Rizza, Antonio Melandri, Emilio Ghirardini, Eugenio Dall'Argine: Coro y orquesta del Teatro de La Scala
  - La Gioconda (Ponchielli) - Giannina Arangi-Lombardi, Ebe Stignani, Alessandro Granda, Gaetano Viviani, Corrado Zambelli: Coro y orquesta del Teatro de La Scala
  - Manon Lescaut (Puccini) - Maria Zamboni, Francesco Merli, Enrico Molinari; Coro y orquesta del Teatro de La Scala
  - Carmen (Bizet) - Aurora Buades, Aureliano Pertile, Ines Alfani-Tellini, Benvenuto Franci: Coro y orquesta del Teatro de La Scala
- 1932 
  - Falstaff (Verdi) - Giacomo Rimini, Pia Tassinari, Roberto D'Alessio, Emilio Ghirardini, Aurora Buades; Coro y orquesta del Teatro de La Scala
  - Fausto (Gounoud) - Antonio Melandri, Nazzareno de Angelis; Coro y orquesta del Teatro de La Scala